# Premio Abel
Il premio Abel, in norvegese Abelprisen (AFI: [ˈɑ̀ːbl̩ˌpriːsn̩]), è un riconoscimento assegnato ogni anno dal re di Norvegia a un eminente matematico straniero.

## Il premio

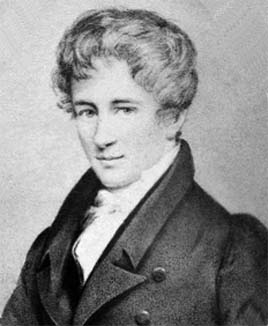
Niels H. Abel

Il matematico Sophus Lie fu il primo a sostenere con forza l'istituzione del premio Abel, ma alla sua morte il suo lavoro venne accantonato. Nel 1902, anno in cui cadeva il centenario dalla nascita di Abel, re Oscar II di Svezia si interessò al progetto riguardante l'istituzione di un premio in onore di Abel. Lo scioglimento dall'unione tra Svezia e Norvegia avvenuta nel 1905 fermò però il progetto.
Nel 2001 il governo norvegese annunciò l'istituzione di questo nuovo premio per i matematici, denominato Abel, nel bicentenario della nascita del matematico norvegese Niels Henrik Abel (1802), stanziando un fondo iniziale di 200 000 000 corone norvegesi (circa 23 000 000 di dollari).
L'Accademia Norvegese delle Scienze e Lettere attribuisce il premio dopo una selezione effettuata da un comitato di cinque matematici internazionali. L'ammontare del riconoscimento in denaro è di circa un milione di dollari, una cifra simile a quella del premio Nobel, assegnato in Svezia e Norvegia, che però esclude i matematici. Il premio Abel ha lo scopo di promuovere la matematica, rendendo più prestigiosa questa scienza, specialmente agli occhi delle nuove generazioni.
Ha un valore equivalente monetario di sei milioni di corone norvegesi (circa 1 milione di dollari).
Nell'aprile del 2003 è stato annunciato il primo candidato vincitore, Jean-Pierre Serre, che ha ricevuto il premio nel giugno seguente.

## Vincitori
| Anno | Vincitori                 | Istituzioni affiliate                                               | Motivazione |
| ---- | ------------------------- | ------------------------------------------------------------------- | --- |
| 2003 | Jean-Pierre Serre         | Collège de France                                                   | "Per avere svolto un ruolo fondamentale nel dare una forma moderna a numerose branche della matematica, fra cui la topologia, la geometria algebrica e la teoria dei numeri".                                                                         |
| 2004 | Michael F. Atiyah         | Università di Edimburgo                                             | "Per aver scoperto e dimostrato il teorema dell'indice coniugando topologia, geometria e analisi, e per il ruolo straordinario che hanno avuto nel creare nuovi ponti tra matematica e fisica teorica".                                               |
| 2004 | Isadore M. Singer         | Massachusetts Institute of Technology e Università del Michigan     | "Per aver scoperto e dimostrato il teorema dell'indice coniugando topologia, geometria e analisi, e per il ruolo straordinario che hanno avuto nel creare nuovi ponti tra matematica e fisica teorica".                                               |
| 2005 | Peter D. Lax              | Courant Institute of Mathematical Sciences e Università di New York | "Per i suoi straordinari contributi alla teoria e all'applicazione delle equazioni differenziali alle derivate parziali e al calcolo delle loro soluzioni".                                                                                           |
| 2006 | Lennart Carleson          | Istituto Reale di Tecnologia                                        | "Per il suo vasto e innovativo contributo all'analisi armonica e ai sistemi dinamici lisci". |
| 2007 | S. R. Srinivasa Varadhan  | Courant Institute of Mathematical Sciences e Università di New York | "Per il suo contributo determinante alla teoria della probabilità ed in particolare alla creazione di una teoria unificata delle grandi deviazioni".                                                                                                  |
| 2008 | John Griggs Thompson      | Università di Cambridge                                             | "Per i loro straordinari risultati in campo algebrico e in particolare per il loro contributo alla moderna teoria dei gruppi". |
| 2008 | Jacques Tits              | Collège de France                                                   | "Per i loro straordinari risultati in campo algebrico e in particolare per il loro contributo alla moderna teoria dei gruppi". |
| 2009 | Michail Leonidovič Gromov | Università di New York                                              | "Per i suoi contributi rivoluzionari alla geometria". |
| 2010 | John Tate                 | Università del Texas ad Austin                                      | "Per il suo vasto e duraturo contributo alla teoria dei numeri". |
| 2011 | John Willard Milnor       | Stony Brook University                                              | "Per le sue scoperte innovative in topologia, geometria e algebra". |
| 2012 | Endre Szemerédi           | Alfréd Rényi Institute of Mathematics e Rutgers University          | "Per il suo contributo fondamentale alla matematica discreta e all'informatica teorica, e per l’impatto profondo e duraturo che la sua opera ha avuto sulla teoria additiva dei numeri e sulla teoria ergodica".                                      |
| 2013 | Pierre Deligne            | Institute for Advanced Study                                        | "Per i suoi contributi fondamentali alla geometria algebrica e per il loro impatto trasformativo sulla teoria dei numeri, sulla teoria delle rappresentazioni e su campi correlati".                                                                  |
| 2014 | Yakov G. Sinai            | Istituto Landau di Fisica Teorica e Università di Princeton         | Per il suo contributo fondamentale ai sistemi dinamici, alla teoria ergodica e alla fisica matematica". |
| 2015 | John Forbes Nash Jr       | Università di Princeton                                             | "Per i loro contributi fondamentali e straordinari alla teoria delle equazioni differenziali alle derivate parziali non lineari e alle sue applicazioni all'analisi geometrica".                                                                      |
| 2015 | Louis Nirenberg           | Courant Institute of Mathematical Sciences                          | "Per i loro contributi fondamentali e straordinari alla teoria delle equazioni differenziali alle derivate parziali non lineari e alle sue applicazioni all'analisi geometrica".                                                                      |
| 2016 | Andrew J. Wiles           | Università di Oxford                                                | "Per la sua stupefacente dimostrazione dell'ultimo teorema di Fermat mediante la congettura di modularità per le curve ellittiche semistabili, con cui ha inaugurato una nuova era della teoria dei numeri".                                          |
| 2017 | Yves Meyer                | École normale supérieure                                            | "Per il suo ruolo chiave nello sviluppo della teoria matematica delle ondine". |
| 2018 | Robert Langlands          | Università di Princeton                                             | "Per il suo programma visionario che collega la teoria delle rappresentazioni alla teoria dei numeri". |
| 2019 | Karen Uhlenbeck           | Università del Texas ad Austin                                      | "Per i suoi risultati pionieristici nelle equazioni differenziali alle derivate parziali geometriche, nella teoria di gauge e nei sistemi integrabili e per l'impatto fondamentale del suo lavoro sull'analisi, la geometria e la fisica matematica". |
| 2020 | Hillel Furstenberg        | Università Ebraica di Gerusalemme                                   | "Per essere stati pionieri nell'uso dei metodi della probabilità e della dinamica nella teoria dei gruppi, nella teoria dei numeri e nella combinatoria".                                                                                             |
| 2020 | Grigorij Margulis         | Università di Yale                                                  | "Per essere stati pionieri nell'uso dei metodi della probabilità e della dinamica nella teoria dei gruppi, nella teoria dei numeri e nella combinatoria".                                                                                             |
| 2021 | László Lovász             | Università Loránd Eötvös                                            | "Per i loro contributi fondamentali all’informatica teorica e alla matematica discreta, e il loro ruolo cruciale nel portare queste discipline al centro della matematica moderna".                                                                   |
| 2021 | Avi Wigderson             | Institute for Advanced Study                                        | "Per i loro contributi fondamentali all’informatica teorica e alla matematica discreta, e il loro ruolo cruciale nel portare queste discipline al centro della matematica moderna".                                                                   |
| 2022 | Dennis Sullivan           | Stony Brook University Università della Città di New York           | "Per i suoi contributi rivoluzionari alla topologia nella sua accezione più ampia, e in particolare ai suoi aspetti algebrici, geometrici e dinamici".                                                                                                |
| 2023 | Luis Caffarelli           | Università del Texas ad Austin                                      | "Per i suoi contributi fondamentali agli studi sulle equazioni alle differenziate parziali non lineari, compresi i problemi di frontiera libera e l'equazione di Monge-Ampère".                                                                       |
| 2024 | Michel Talagrand          | Centre national de la recherche scientifique                        | "Per i suoi contributi pioneristici alla teoria della probabilità e all'analisi funzionale, con eccezionali applicazioni in fisica matematica e statistica".                                                                                          |
| 2025 | Masaki Kashiwara          | Università di Kyoto                                                 | "Per i suoi contributi fondamentali all’analisi algebrica e alla teoria delle rappresentazioni, in particolare per lo sviluppo della teoria dei {\displaystyle D}-moduli e la scoperta delle basi cristalline".                                       |

### Vincitori per paese
| Nazione     | Numero di premi |
| ----------- | --------------- |
| Stati Uniti | 8               |
| Francia     | 3               |
| Russia      | 3               |
| Belgio      | 2               |
| Canada      | 2               |
| Israele     | 2               |
| Regno Unito | 2               |
| Ungheria    | 2               |
| Argentina   | 1               |
| India       | 1               |
| Svezia      | 1               |
| Giappone    | 1               |